# Karl Thomas Mozart
Karl Thomas Mozart (Viena, 21 de septiembre de 1784 - Milán, 31 de octubre de 1858) fue un compositor de música clásica austríaco, hijo de Constanze Weber y Wolfgang Amadeus Mozart.

## Biografía
Sus padres fueron Constanze Weber y Wolfgang Amadeus Mozart, el mayor de los dos hijos que sobrevivieron a su padre.
Después de la muerte de su padre (1791), Karl Thomas Mozart, a sus siete años, se ocupó de su hermano Franz Xaver Wolfgang Mozart, le instruyó en música e hizo que cursara estudios de enseñanza media. Sin embargo, su madre Constanze insistió en que él iniciara el aprendizaje mercantil, lo que hizo en Livorno.
Gracias a la mediación de Joseph Haydn, Karl Thomas pudo dedicarse a la música en Milán.
En 1808 abandonó de nuevo el estudio, inició una carrera como funcionario y murió en 1858 en Milán; nunca se casó ni tuvo descendencia. Sin embargo, algunos investigadores consideran hija suya una niña, llamada Constance, fallecida en 1838 siendo aún una niña.
Sobrevivió a su hermano Franz Xaver Wolfgang Mozart, más joven que él pero fallecido en 1844.

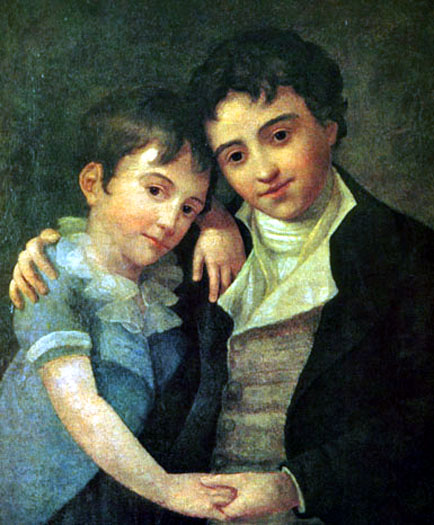
Karl Thomas (der.) y Franz Xaver Mozart (izq.), únicos hijos supervivientes.